# امنیت شغلی
امنیت شغلی میزان احتمال حفظ یک شغل تعریف می‌شود. یک شغل با سطح امنیت بالا به گونه ای است که فرد که آن شغل را حفظ می‌کند و شانس کمی برای از دست دادن آن شغل خواهد داشت. عوامل بسیاری امنیت شغلی را تهدید می‌کنند. جهانی شدن، برون‌سپاری، کاهش میزان کارمندان (مانند اخراج به دلیل جلوگیری از برشکستگی)، رکود اقتصادی و ظهور فناوری‌های نو جدید از نمونه تهدیدات هستند.
نظریه اساسی اقتصادی معتقد است که در طول دوره‌های توسعه اقتصادی، کسب‌وکارها افزایش تقاضا را تجربه می‌کنند و به نوبه خود نیاز به سرمایه‌گذاری در سرمایه یا نیروی کار بیشتری خواهند داشت. در هنگام رشد کسب و کارها، معمولاً اعتماد به نفس و امنیت شغلی افزایش می‌یابد. عکس این موضوع اغلب در دوران کسادی صادق است و کسب و کارها تقاضای کاهش یافته را تجربه می‌کنند و به دنبال کاهش نیروی کار خود در کوتاه مدت هستند.
دولت‌ها و افراد هر دو برای دستیابی به سطوح بالاتری از امنیت شغلی انگیزه دارند. دولت‌ها با تصویب قوانینی (مانند لایه حقوق مدنی ۱۹۶۴ ایالات متحده) که اخراج کارمندان را به دلایل خاصی غیرقانونی می‌کند، تلاش می‌کنند که به امنیت شغلی بهتری دست پیدا کنند. افراد می‌توانند با افزایش مهارت‌های خود از طریق آموزش و تجربه یا با انتقال به مکان مطلوب تر، بر میزان امنیت شغلی خود تأثیر بگذارند. نرخ رسمی بیکاری و شاخص‌های اعتماد به نفس کارکنان شاخص‌های خوبی برای امنیت شغلی در زمینه‌های خاص هستند. این آمار توسط اقتصاددانان، مقامات دولتی و بانک‌ها به دقت رصد می‌شود.
اتحادیه‌ها نیز به شدت بر امنیت شغلی تأثیر می‌گذارند. مشاغلی که به‌طور سنتی دارای حضور اتحادیه‌ای قوی هستند، مانند بسیاری از مشاغل دولتی و مشاغل در بخش آموزش، مراقبت‌های بهداشتی و اجرای قانون، بسیار امن تلقی می‌شوند، در حالی که بسیاری از مشاغل بخش خصوصی غیر اتحادیه‌ای معمولاً امنیت شغلی پایین‌تری ارائه می‌دهند، اگرچه این میزان در هر صنعت و کشور متفاوت است.

## سنجش امنیت شغلی
فهرستی از کشورها بر اساس امنیت شغل که جزء مهمی در سنجش کیفیت زندگی و رفاه شهروندان آن است در این مقاله موجود است. این فهرست شانس کارگران کشورهای OECD را برای از دست دادن شغل خود در سال ۲۰۱۲، با برخی از کشورهای غیر OECD نیز فهرست می‌کند. کارگرانی که با خطر بالای از دست دادن شغل مواجه هستند، به ویژه در کشورهایی با شبکه‌های ایمنی اجتماعی کوچکتر، آسیب پذیرتر هستند . این شاخص احتمال بیکار شدن را نشان می‌دهد که به عنوان تعداد افرادی که در سال ۲۰۱۲ بیکار بوده‌اند اما در سال ۲۰۱۱ شاغل بوده‌اند نسبت به تعداد کل شاغلان در سال ۲۰۱۱ محاسبه می‌شود.
| رتبه | کشور                | احتمال از دست دادن شغل، ۲۰۱۲ |
| ---- | ------------------- | ---------------------------- |
| 1    | سوئیس               | ۲٫۸٪                         |
| 2    | ژاپن                | ۲٫۹٪                         |
| 2    | نروژ                | ۲٫۹٪                         |
| 4    | کرهٔ جنوبی           | ۳٫۰٪                         |
| 5    | آلمان               | ۳٫۲٪                         |
| 6    | اتریش               | ۳٫۴٪                         |
| 7    | هلند                | ۳٫۶٪                         |
| 8    | لوکزامبورگ          | ۴٫۰٪                         |
| 8    | روسیه               | ۴٫۰٪                         |
| 10   | چک                  | ۴٫۲٪                         |
| 11   | ایسلند              | ۴٫۳٪                         |
| 12   | استرالیا            | ۴٫۴٪                         |
| 13   | بلژیک               | ۴٫۵٪                         |
| 14   | مکزیک               | ۴٫۷٪                         |
| 14   | شیلی                | ۴٫۷٪                         |
| 16   | برزیل               | ۴٫۸٪                         |
| 17   | اسلوونی             | ۵٫۰٪                         |
| 18   | استونی              | ۵٫۳٪                         |
| 19   | ایتالیا             | ۵٫۵٪                         |
| 20   | بریتانیا            | ۵٫۶٪                         |
| 21   | اسلواکی             | ۵٫۸٪                         |
| 21   | نیوزیلند            | ۵٫۸٪                         |
| 21   | دانمارک             | ۵٫۸٪                         |
| 24   | ایالات متحده آمریکا | ۶٫۳٪                         |
| 25   | ایرلند              | ۶٫۴٪                         |
| 25   | فنلاند              | ۶٫۴٪                         |
| 27   | اسرائیل             | ۶٫۵٪                         |
| 27   | سوئد                | ۶٫۵٪                         |
| 27   | فرانسه              | ۶٫۵٪                         |
| 30   | کانادا              | ۶٫۶٪                         |
| 31   | مجارستان            | ۶٫۷٪                         |
| 32   | لهستان              | ۷٫۳٪                         |
| 33   | ترکیه               | ۷٫۸٪                         |
| 34   | پرتغال              | ۹٫۱٪                         |
| 35   | یونان               | ۱۲٫۰٪                        |
| 36   | اسپانیا             | ۱۷٫۷٪                        |